# カンボジアの栄典

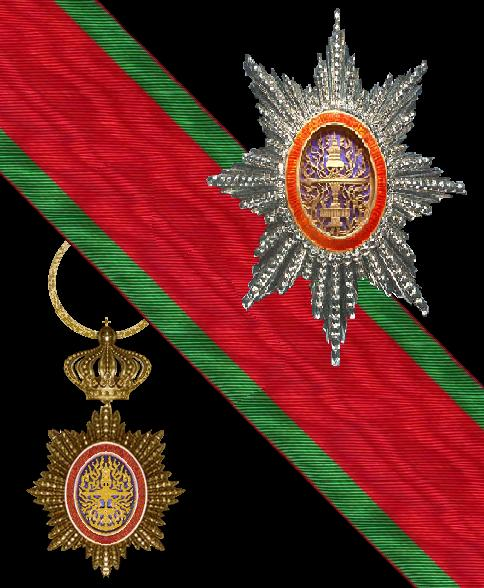
カンボジア王室勲章

カンボジアの栄典（カンボジアのえいてん）では、カンボジア国王により、騎士団勲章や栄誉勲章、メダル型の記章を以って、カンボジアに益する行動や貢献をした人民を褒賞する栄典制度について解説する。市民および軍人双方を対象にした叙勲や褒章であり、勇敢なる勇気を備えた者、傑出した貢献や有益な業績をあげた者、および長期にわたる任務などに尽くした者などが下賜される。従軍記章(en:Campaign medal)や記念章も設けられている。

## 歴史
カンボジアの栄典は、フランス植民地時代に、フランスなどの欧州の栄典に基づいて創設された。カンボジアの独立後に改革され、1975年4月17日のクメール共和国が崩壊するまで運用された。1クメール・ルージュ時代の民主カンプチア政権下で中止され、1995年10月5日に、カンボジア王国名誉勲章の創設と活用の勅令第1095-01号により再施行された。現行の栄典は、カンボジアのフランス植民地時代に起源をもち、ノロドム・シハヌーク国王治世下に施行された制度である。

## 受章
受章候補者は、受章候補者選考委員会を通じ、政府各省によって推薦される。これらの委員会は正当な理由を添えて推薦し、王室評議会で審議を行う。

## 種類
勅令により、栄典の種類や等級は次の通り定められている。栄典の大部分を占めるのは、勅令または准勅令によって授与される騎士団勲章である。

### 国家防衛勲章

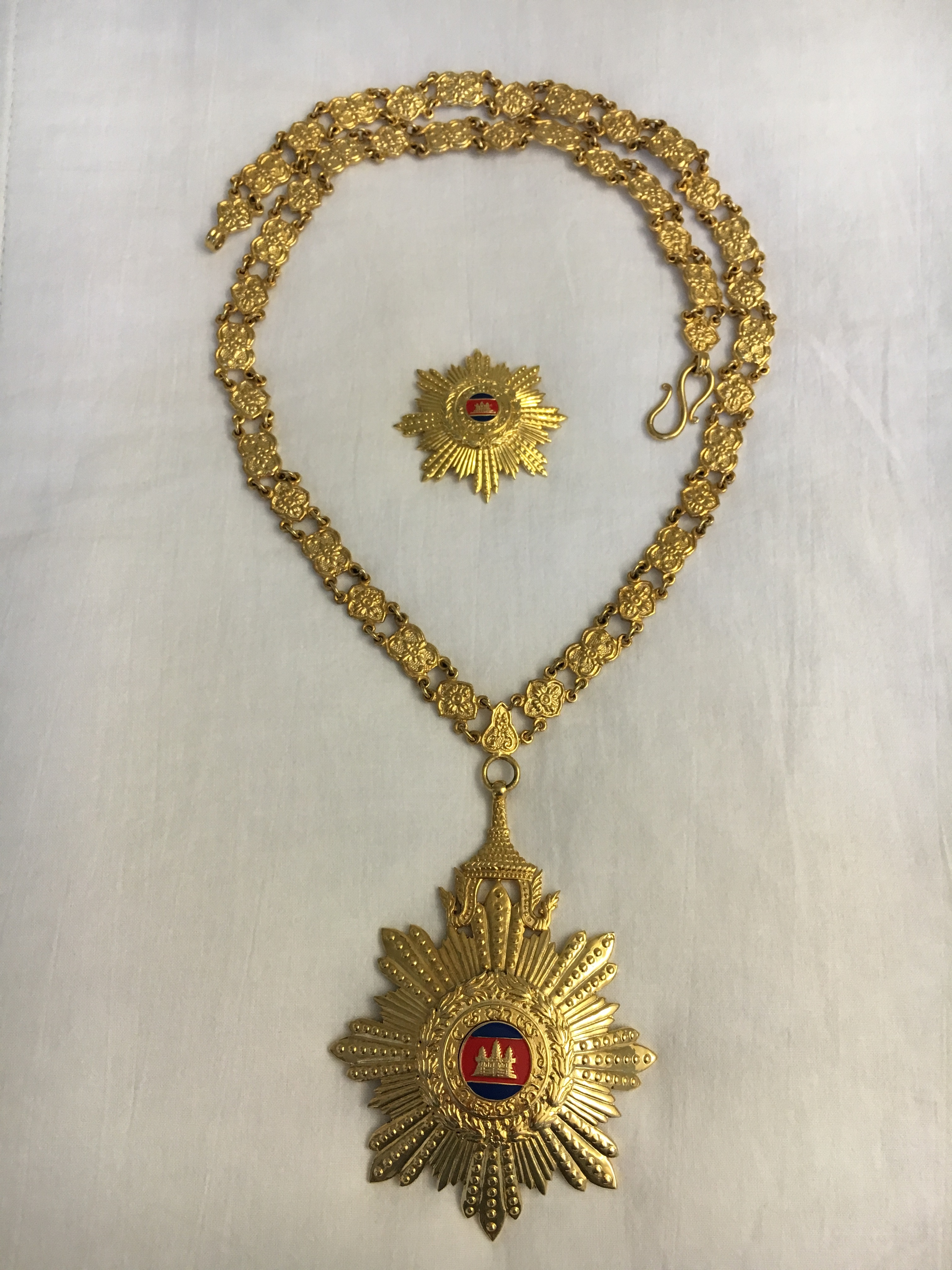
カンボジア国家メリット大勲章（英語版）
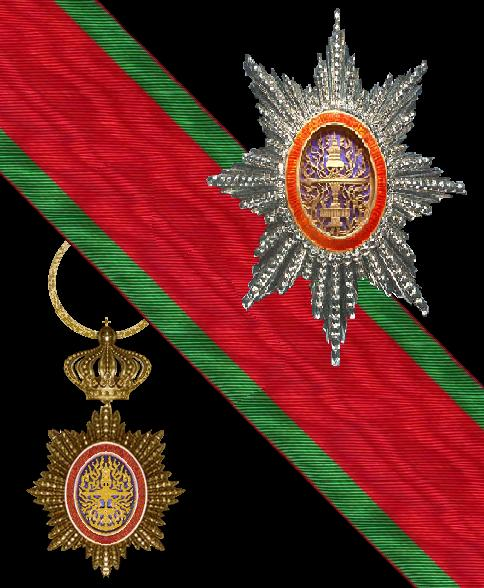
カンボジア王室勲章（英語版） - 1864年創設
- 国家独立勲章（オランダ語版） - 1963年創設
- セナ・ジャヤセド章（オランダ語版） - 1928年創設
- 国家防衛章（金・銀・銅メダル）

- カンボジア国家メリット大勲章（英語版）
- カンボジア王室勲章（英語版）

リボン

カンボジア国家メリット大勲章
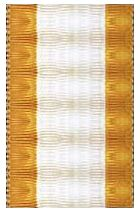
カンボジア王室勲章（1899年-1948年）
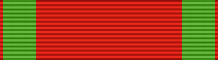
カンボジア王室勲章（現在）
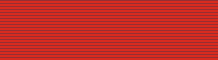
国家独立勲章（オランダ語版）
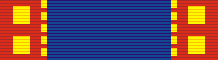
セナ・ジャヤセド章（オランダ語版）（1928年-1994年）
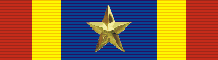
セナ・ジャヤセド章（オランダ語版）（1994年-現在）

### 王室章
- 王室冠章
- 統治章（スペイン語版）
- アヌサラ王室記念章

### 褒賞
- カンボジア王国友好勲章 - 1948年創設
- ロイヤル・モニサラポン勲章
- ソワタラ勲章（オランダ語版）
- プリヤ・コソマック・ニアリレア女王勲章（オランダ語版）
- プリヤ・ヴェサンダル勲章（オランダ語版） - 1966年創設
- 労働勲章（オランダ語版）
- 忠誠勲章（オランダ語版） - 1994年創設
- 産業勲章 (カンボジア)（オランダ語版）
- 国家建設勲章（オランダ語版） - 1966年創設
- サトレイ・ヴァタナ章（オランダ語版）（女性）- 1948年創設
- ケマラ・ケラリス・スポーツ章

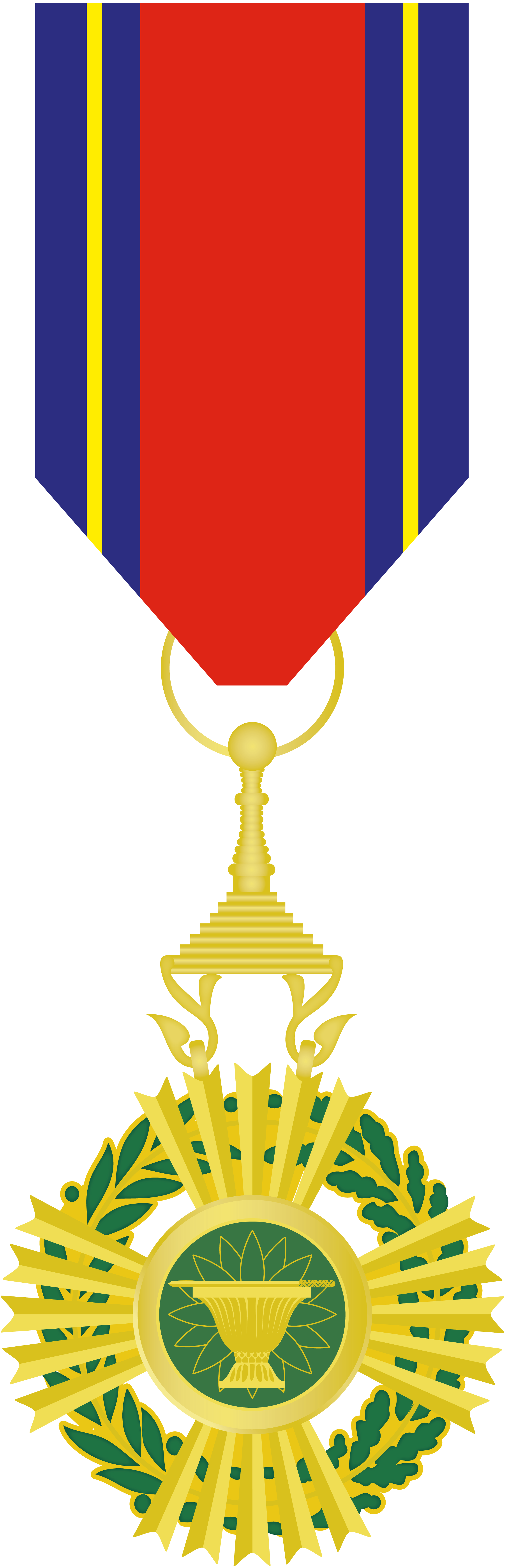
カンボジア王国友好勲章
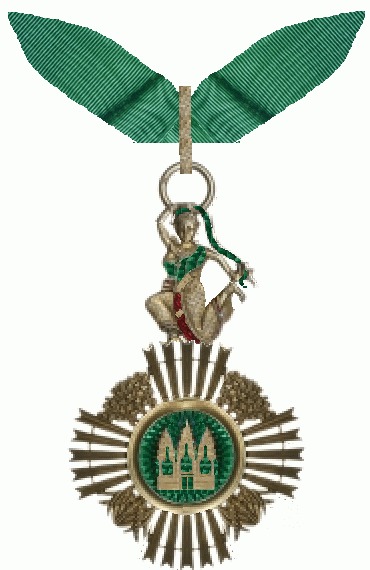
ソワタラ勲章（オランダ語版）
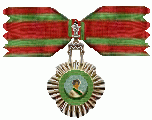
プリヤ・コソマック・ニアリレア女王勲章

リボン

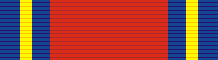
カンボジア王国友好勲章
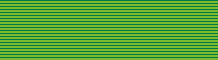
ソワタラ勲章（オランダ語版）
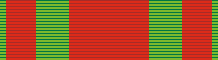
プリヤ・コソマック・ニアリレア女王勲章
ロイヤル・モニサラポン勲章
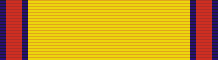
プリヤ・ヴェサンダル勲章（オランダ語版）
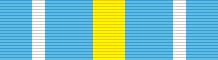
労働勲章（オランダ語版）
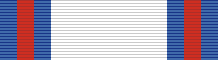
忠誠勲章（オランダ語版）
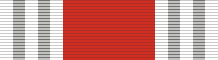
産業勲章 (カンボジア)（オランダ語版）
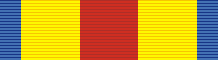
国家建設勲章（オランダ語版）
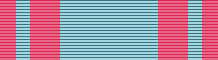
サトレイ・ヴァタナ章（オランダ語版）